# Laurence Richardson
Pour les articles homonymes, voir Richardson.
Laurence Richardson (de son vrai nom Laurence Johnson), né à Great Crosby dans le Lancashire en Angleterre et mort le 30 mai 1582 à Tyburn, Londres en Angleterre, est un prêtre catholique anglais accusé de trahison et exécuté sous le règne d'Élizabeth Ire. 

## Biographie
Né dans une famille probablement restée fidèle à l'Église catholique devenue souterraine, après des études au Brasenose College de l'université d'Oxford il décide de se rendre sur le continent pour étudier la théologie catholique et devenir prêtre. Il est dans un premier temps inscrit au collège anglais de Douai. 
Ordonné en 1577 il retourne en Angleterre en en juillet de cette même année et commence son ministère dans la discrétion principalement dans la région du Lancashire jusqu'à son arrestation à Londres. Il est détenu à la prison de Newgate jusqu'à son jugement. Accusé d'être un conspirateur il est condamné à mort en novembre 1581. Il est enfermé dans la prison dite de Queen's Bench puis dans la Tour de Londres pendant deux mois encore et cela dans des conditions inhumaines (il ne dispose pas même de lit). 
Il est finalement exécuté à Tyburn subissant le supplice réservé aux traîtres à savoir pendaison, éviscération et écartèlement. Avec lui est exécuté un autre prêtre Luke Kirby.

## Vénération
Reconnu comme un martyr catholique, Laurence Richardson fut béatifié le 29 décembre 1886 par le pape Léon XIII en même temps que 53 autres martyrs anglais. Figurant dans la liste des martyrs de Douai il est vénéré par l'Église catholique le 30 mai.